# Konvexní množina

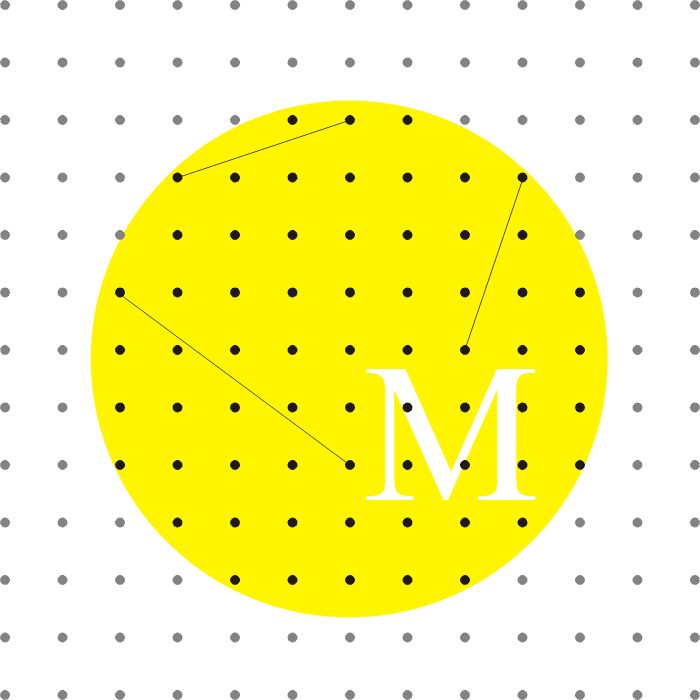
Konvexní množina M

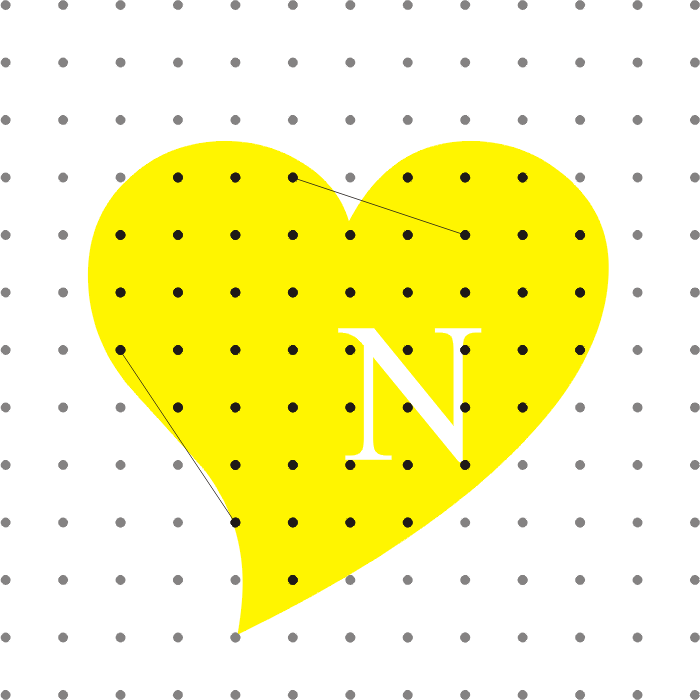
Nekonvexní množina N

Mnohostěn: a) konvexní, b) nekonvexní

V matematice se pod pojmem konvexní množina obvykle rozumí podmnožina Euklidovského prostoru nebo reálného afinního prostoru, která má následující vlastnost:
- úsečka spojující libovolné dva body této množiny je obsažena v dané množině.

Jde tedy o množinu M takovou, že pro všechny body {\displaystyle A,B\in \mathbf {M} } platí
{\displaystyle AB\subseteq \mathbf {M} .}
Analyticky to lze obecně vyjádřit tak, že pro všechna {\displaystyle a,b\in \mathbf {M} } je splněna podmínka
{\displaystyle {\overline {ab}}:=\{\lambda a+(1-\lambda )b\mid 0\leq \lambda \leq 1\}\subseteq M.}
Představíme-li si hranici množiny jako neprůhlednou, znamená konvexita množiny názorně to, že z každého jejího bodu je vidět každý její bod.

## Příklady
- úsečka, přímka, rovina i celý prostor jsou konvexní
- polopřímka, polorovina i poloprostor jsou konvexní
- úhel je konvexní, právě když jeho velikost je nejvýše 180° (je to pak průnik dvou polorovin n. polopřímek)
- každý trojúhelník, rovnoběžník i lichoběžník je konvexní, čtyřúhelník už konvexní být nemusí.
- mnohoúhelník je konvexní, jestliže každý jeho vnitřní úhel má nejvýše 180°, tzn. že vznikne jako průnik konečně mnoha polorovin.
- kvádr i jehlan jsou konvexní
- kruh a koule jsou konvexní
- kružnice ani kulová plocha nejsou konvexní
- žádná křivka ani plocha není konvexní, kromě částí přímky a roviny.

## Vlastnosti
- Průnik libovolného souboru konvexních množin je konvexní. To umožňuje pro libovolnou množinu definovat její konvexní obal jako průnik všech jejích konvexních nadmnožin. Je to její nejmenší konvexní nadmnožina (ve smyslu inkluze).
- Každá konvexní množina je i hvězdovitě konvexní množina.
- Konvexní množina je (obloukovitě) souvislá.
- Sjednocení konvexních množin obecně není konvexní, např. sjednocení dvou různých jednobodových množin není konvexní.
- Mějme konvexní množinu ve vektorovém prostoru a z ní libovolně vyberme nějaké vektory. Pak tato množina obsahuje všechny možné konvexní kombinace těchto vektorů. Neboli, konvexní množina je uzavřená na konvexní kombinace svých prvků.